# Dumbo
Pour les articles homonymes, voir Dumbo (homonymie).
Dumbo est un éléphant de fiction créé par la romancière Helen Aberson dans son livre paru en 1939. Les illustrations étaient de Harold Perl. Pourvu d'oreilles surdimensionnées, il est la risée de ses congénères jusqu'au jour où il s'aperçoit qu'elles lui permettent de voler.
Le roman a été adapté au cinéma en 1941 par les studios Disney sous la forme d'un long métrage d'animation : Dumbo. Celui-ci est adapté en prises de vue réelles en 2019, avec le film Dumbo réalisé par Tim Burton.
Les personnages revisités par Walt Disney sont présents dans ses parcs à thèmes sous la forme, entre autres, d'un manège : Dumbo the Flying Elephant.

## Description
Le personnage de Dumbo ne prononce pas un mot de tout le film, presque comme sa mère dont on n'entend la voix qu'au travers de la chanson Mon tout petit et au début du film, lorsqu'elle baptise son fils,. Malgré une première indication sur son mutisme, John Grant explique par la suite que la mère de Dumbo répond aux autres éléphants qui se moquent des oreilles de Dumbo, contredisant ses propos sur ce point. Les personnages muets sont assez récurrents chez Disney tels, par exemple, Simplet dans Blanche-Neige et les Sept Nains (1937), le chat Gédéon et le poisson Cléo dans Pinocchio ou Mickey Mouse dans la séquence L'Apprenti sorcier de Fantasia. Grant note toutefois que, si les caractéristiques des personnages Disney passent souvent par la voix, ce qui est vrai ici pour Timothée et les « méchants éléphants » du début, le héros du film « ne prononce même pas une syllabe ». Pour Jeff Kurti, Dumbo est le seul personnage titre de Disney qui ne parle pas. À propos de son mutisme, Grant estime que « Dumbo est un bébé et les bébés ne parlent pas », même s'il y a humanisation des personnages.
Bill Tytla a animé les séquences de Dumbo et sa mère « avec une émotion énorme et une sensibilité exacerbée ». Tytla se souvient, lors d'une interview avec John Canemaker, avoir eu la « chance de faire un personnage sans théâtralité. La plupart des expressions et manières viennent de mon propre fils [Peter]. Il n'y a rien de théâtral chez un enfant de deux ans ».
La jeunesse de Dumbo en fait un personnage subissant principalement l'action, à l'instar de Mickey Mouse à la fin de sa carrière, de Blanche-Neige ou de Pinocchio. Pour Mickey, Flora O'Brien déclare que la personnalité de Mickey change avec le temps pour s'assagir ; ses rôles comiques sont alors transférés à ses adjuvants, Dingo, Pluto ou Donald, lui-même devenant presque un spectateur. Pour Pinocchio, Grant précise qu'à la fin du film il devient « acteur » en sauvant Geppetto. Il en va de même avec Dumbo qui réussit à voler.
Dumbo est surtout un animal né avec une différence, tout comme Le Vilain Petit Canard (1931) ou Lambert le lion peureux (1952) qui semblent être désavantagés mais « qui sont en réalité bien plus beaux ou plus forts que leurs congénères ».
La popularité de l'éléphanteau tient principalement au message d'espoir que semble véhiculer l'histoire : « Quand on fait de son mieux, on en retire quelque chose de bien à la fin. »